# Alcis francki
Alcis francki är en fjärilsart som beskrevs av Louis Beethoven Prout 1934. Alcis francki ingår i släktet Alcis och familjen mätare. Inga underarter finns listade i Catalogue of Life.